# 金珠玛米
金珠玛米（藏语：བཅིངས་འགྲོལ་དམག་མི，威利转写：bcings 'grol dmag mi），意译为“解放军”，根据中華人民共和國媒體的报导，是藏族人民在西藏和平解放前夕及其后的一段时间内使用并延续至今的对中国人民解放军的褒义称号。

## 内容
根据党史，1950年解放军进军藏区期间，当地藏民将解放军视为“慈悲为怀、救苦救难、菩萨心肠”的“菩萨兵”，由此产生了这一称号。
时至今日，中国部队在藏区开展基础设施建设、义诊、支教、消防、灾难应对和脱贫攻坚战等事务或相关文艺宣传作品在创作时，常采用这一称谓。

## 反响

### 正面
“金珠玛米”有时用于比喻现代化设施等概念。
“金珠玛米”有时也被列为商业运作和品牌故事营销方面的成功范例。

### 负面
清华大学国际传播研究中心李希光教授指出，中国大陆新闻宣传中，包括“金珠玛米”等词汇在内的政治缩合语、口号式的套话，模板化、脸谱化的行文套路，已引发公众的不满。他在对《中国青年报》于2002年5月3日发表的题为《情爱洒在雪山草地》的通讯进行点评时直言“金珠玛米”为“一个空洞的词”，逐词逐句分析了以这篇通讯为代表的宣传式新闻的套路，并提出，改进的方法是换用“鲜活的故事或事实”。
人民日报社国际部吴长生主任指出，中国大陆新闻民族报导中，存在一种把在稿件中点缀几句“金珠玛米亚古都”、“党的政策牙克西”之类的话当作是突出民族特色的简单化的倾向，已成俗套，是相当严重的公式化、概念化的弊病。
一些相关报导存在虚构、杜撰的成分，甚至暴露出明显的常识缺失。如一份报纸登载称：“几位外出办事的藏族同胞因故未能买上火车票，车站值班员热情帮助他们买了票并送他们上火车。这几位藏族同胞感激地称赞道：‘你们真象金珠玛米一样，亚克西！（原文如此）’”消息见报后，读者纷纷指出，此处混用了藏语和维吾尔语的宣传用语，引为笑谈。

## 相关作品
- 《金珠玛米赞》
- 《金珠玛米 (电影)》
- 《金珠玛米 (刘和刚)》
- 《金珠玛米 (巴桑)》